# 法兰克福汽配展
法兰克福汽配展是全球最大的汽车零部件市场贸易展览会。它每两年在法蘭克福展覽中心举办一次。与汽車展覽不同的是，法兰克福汽配展仅向商務人士开放。普通觀眾無法進入。法兰克福汽配展创建于1971年。